# Юрактау
Юракта́у (баш. Йөрәктау — «сердце-гора») — шихан, гора-одиночка в Стерлитамакском районе Башкортостана. Памятник природы (1985). Остаток рифа, нижнепермского (поздний палеозой) рифового массива, образовавшегося свыше 230 миллионов лет назад в тропическом море.

## Физико-географическая характеристика
Длина — 1 км, ширина 850 м, высота — над рекой Белой — 220 м, над уровнем почвы — 200 м, абсолютная высота над уровнем океана — 338 м.
Имеет конусообразную форму. Склоны — 20-30 градусов, но не образуют скалистых уступов. Нижняя часть покрыта осыпями. В основании северного склона горы есть родники, один с сернистой водой.
У подножия Юрактау расположено озеро Мокша.

## История
В 1707 году у подножия Юрактау произошло сражение между восставшими башкирами во главе с Кусюмом Тюлекеевым, который объединил уфимских башкир, мишарей, татар, чувашей, черемисов) и правительственными войсками (отряд Хохлова в девятьсот солдат и семьсот всадников из Казани под командованием Аристова, также присоединились лояльные правительству башкиры). Бои шли около десяти дней и закончились победой восставших. Около четырёхсот солдат было пленено, остальные уничтожены. Хохлов бежал к Табынску.